# 稀土貿易糾紛
所謂稀土貿易糾紛（英語：rare earths trade dispute）是發生在中國與幾個國家（主要以美國為首）之間的稀土元素（也稱稀土金屬）產品貿易爭端，起因是中國對用於製造許多電子產品的稀土元素，以及鎢和鉬設下出口限制。而中國在這些元素的生產佔有率是全世界的97%。美國、歐盟、和日本認為這些設限違反世界貿易組織（WTO）的規則，而中國則表示這些設限是為節約資源和保護環境。美國歐巴馬政府在2012年向世貿組織爭端解決機構（DSB）提起訴訟。DSB在2014年做出對中國不利的裁決，中國因此在2015年將此出口配額措施取消。
自2010年開始發生的幾項類似事件，激起世界各國在中國以外地區擴大開發稀土的投資。

## 糾紛涉及產品
稀土元素（簡稱稀土）是一組在元素週期表中具有磁性和導電性能的元素（17種）。這些元素被廣泛用於行動電話等電子產品和國防裝備之中。雖然它們被稱為稀土，但這些元素並不罕見，然而它們存在的濃度很低，經常缺乏有效的方法來萃取之後供精煉。而開採時也會對環境造成傷害。稀土最早是在美國被發現，並採用工業生產的方式煉製。但是中國擁有低廉的勞動成本，以及寬鬆的環境保護法律，而成為世界上最大的稀土供應國，曾控制全球供應量高達97%的程度
中國在2020年的稀土元素（稀土族氧化物）產量為140,000公噸，而2021年的產量為168,000公噸，此類數字僅包含有書面紀錄者。而在2021年，中國的稀土產量佔全世界的60.63%，美國排名第2，產量佔比為15.52%。

## 糾紛歷史
中國從2006年開始對稀土元素的出口徵收關稅並實施配額限制。中國政府在2010年將其出口配額減少40%，導致中國以外市場的稀土價格飆升中國政府辯稱，配額是保護環境所必需。然而批評者指責此舉是變相的貿易保護主義。中國境內和境外外的價格差異給中國公司帶來不公平的優勢。
美國新聞節目《60分鐘》播出一段關於爭端的片段，新聞主播說，由於稀土的使用範圍廣泛，特別是針對武器方面，中國採取出口限制會對美國國家安全構成威脅。
在2010年9月中國漁船與日本巡邏船釣魚島相撞事件後的兩國外交對峙期間，中國被指控非正式禁止向日本出口稀土，但中國否認此項報導，評論者指出中國在這次事件中利用稀土生產的優勢地位在國際衝突中發揮影響能力。

## WTO糾紛案例
美國就中國出口設限向DSB提起訴訟，歐盟和日本與美國採取相同立場。美國聲稱中國的出口設限違反在2010年加入WTO時所簽署的入世條約。這項條約禁止參與國對特別列出之外的商品設置出口關稅和配額。而稀土並非特別列出的商品。
中國聲稱其出口設限屬於合法，因為根據WTO的規定，允許各國出於環境保護，和保護植物、動物、和人類安全的原因而採用徵收出口關稅和出口配額的手段（參見稀土元素#對環境影響）。
WTO爭端解決小組（參見世界貿易組織爭端解決機制）作出不利於中國的裁決。小組承認會員國有權如中國所提的原因而限制出口，但不認為中國所提的符合實情。各國出於保護和安全的考慮有權限制採礦，但是一旦材料開採出來之後，WTO會員國政府就不應對國內和國外企業給予差別待遇。中國的出口限制給予國內企業優先獲取稀土的機會。違反WTO會員國有義務遵守的“反歧視”原則。

## 中國的回應
中國對裁決表示失望，並提出上訴，重申其保護環境論點。但世貿組織上訴小組維持原裁決。美國貿易代表處稱讚WTO的裁決是全球貿易開放和公平政策獲勝。中國于2015年1月取消出口限制。
由於在WTO裁決出台之前，稀土在中國以外地方可以更高的價格銷售，美國和歐洲的許多稀土礦業公司因而容易募集資金，在某些情案例，甚至可透過發行股票來籌措。雪佛龍公司在2008年把旗下Molycorp所擁有的的稀土礦業公司Mountain Pass Mine分拆，獨立上市。然而中國為應對世貿組織的裁定和加劇的競爭，把稀土價格大幅降低，而把對這些新上市公司的投資吸引力降低，Molycorp無以為繼，在2015年6月宣告破產。Molycorp的礦山在2017年6月透過拍賣出售，購買者為MP Mine Operations LLC(中國的盛和資源控股有限公司擁有這家公司的少數股份），這個礦山稀土產品的獨家銷售權由盛和資源取得。

## 流行文化
稀土貿易糾紛是OTT服務公司Netflix劇集紙牌屋 (美國劇集)第二季，
和決勝時刻：黑色行動II故事情節中的一部分。
2015年2月至5月，西班牙提森-博內米薩博物館舉辦一場與稀土貿易糾紛有關，名為“稀土”的藝術展，展出17件委託作品，每件各與一項稀土元素有關。來自歐盟、中國、墨西哥、剛果民主共和國、和俄羅斯的當代藝術家均提供作品參與展覽。中國藝術家和政治運動家艾未未是其中之一。